# Osbert Peake
Osbert Peake, 1. wicehrabia Ingleby (ur. 30 grudnia 1897, zm. 11 października 1966) – brytyjski polityk, członek Partii Konserwatywnej, minister w rządach Winstona Churchilla i Anthony'ego Edena.

## Życiorys
Wykształcenie odebrał w Eton College, w Sandhurst oraz w Christ Church na Uniwersytecie Oksfordzkim. Studia ukończył w 1919 r. Walczył podczas I wojny światowej w szeregach Northamptonshire Yeomanry oraz Coldstream Guards. W 1923 r. rozpoczął praktykę adwokacką w korporacji Inner Temple. W 1929 r. został wybrany do Izby Gmin jako reprezentant okręgu Leeds North. Po likwidacji tego okręgu w 1955 r. reprezentował okręg wyborczy Leeds North East.
W 1939 r. objął stanowisko podsekretarza stanu w ministerstwie spraw wewnętrznych. W latach 1944–1945 był finansowym sekretarzem skarbu. Po powrocie konserwatystów do władzy w 1951 r. objął stanowisko ministra zabezpieczenia socjalnego (od 1953 r. urząd nosił nazwę ministra emerytur i zabezpieczenia socjalnego). Od 1954 r. był członkiem gabinetu. Zasiadał w nim do grudnia 1955 r. Rok później otrzymał tytuł 1. wicehrabiego Ingleby i zasiadł w Izbie Lordów.
19 czerwca 1922 r. poślubił lady Joan Capell (28 lutego 1899 – 1979), córkę George'a Capella, 7. hrabiego Essex, i Adeli Grant, córki Beacha Granta. Osbert i Joan mieli razem syna i cztery córki:
- Iris Irene Adele Peake (ur. 25 lipca 1923), żona kapitana Olivera Dawnaya, ma dzieci
- Sonia Mary Peake (ur. 12 grudnia 1924), żona Davida Haya, 12. markiza Tweeddale, ma dzieci
- Martin Raymond Peake (ur. 31 maja 1926), 2. wicehrabia Ingleby
- Imogen Clarissa Peake (18 stycznia 1934 – 29 października 1937)
- Mary Rose Peake (ur. 23 kwietnia 1940), żona Everarda Phillipsa de Lisle, ma dzieci

Lord Ingleby zmarł w 1966 r. Tytuł wicehrabiego odziedziczył jego jedyny syn.